# Club Atlético River Plate 1975
Questa voce raccoglie le informazioni riguardanti il Club Atlético River Plate nelle competizioni ufficiali della stagione 1975.

## Stagione
Vittoriosa nel campionato Metropolitano, la squadra di Ángel Labruna si impone anche nel successivo torneo Nacional, centrando l'en plein dei tornei nazionali argentini di quell'anno.

## Maglie e sponsor
| Casa | Trasferta | Terza divisa |

## Rosa
| N. |                      | Ruolo | Calciatore          |
| -- | -------------------- | ----- | ------------------- |
|    | Argentina (bandiera) | P     | Ubaldo Fillol       |
|    | Argentina (bandiera) | P     | Luis Landaburu      |
|    | Argentina (bandiera) | D     | Daniel Passarella   |
|    | Argentina (bandiera) | D     | José Luis Pavoni    |
|    | Argentina (bandiera) | D     | Eduardo Saporiti    |
|    | Argentina (bandiera) | D     | Alberto Tarantini   |
|    | Uruguay (bandiera)   | C     | Juan Ramón Carrasco |
|    | Argentina (bandiera) | C     | Emilio Commisso     |
|    | Argentina (bandiera) | C     | Juan Carlos Heredia |
|    | Argentina (bandiera) | C     | Omar Labruna        |

| N. |                      | Ruolo | Calciatore            |
| -- | -------------------- | ----- | --------------------- |
|    | Argentina (bandiera) | C     | Juan José López       |
|    | Argentina (bandiera) | C     | Reinaldo Merlo        |
|    | Argentina (bandiera) | A     | Norberto Alonso       |
|    | Argentina (bandiera) | A     | Ramón Díaz            |
|    | Argentina (bandiera) | A     | Pedro Alexis González |
|    | Argentina (bandiera) | A     | Leopoldo Luque        |
|    | Argentina (bandiera) | A     | Oscar Más             |
|    | Argentina (bandiera) | A     | Oscar Ortiz           |

## Statistiche

### Statistiche di squadra
| Competizione              | Punti | Totale | Totale | Totale | Totale | Totale | Totale | DR  |
| Competizione              | Punti | G      | V      | N      | P      | Gf     | Gs     | DR  |
| ------------------------- | ----- | ------ | ------ | ------ | ------ | ------ | ------ | --- |
| Campionato. Metropolitano | 55    | 38     | 23     | 9      | 6      | 72     | 38     | +34 |
| Campionato - Nacional     | 25+12 | 16+7   | 12+5   | 1+2    | 3+0    | 41+13  | 17+8   |     |
| Totale                    | -     |        |        |        |        |        |        | -   |